# 부야딘 보슈코브
부야딘 보슈코브(세르비아어: Вујадин Бошков / Vujadin Boškov, 1931년 5월 16일, 유고슬라비아 왕국 베게치 ~ 2014년 4월 27일)는 세르비아의 전 축구 선수이자 코치다. FK 보이보디나에서 선수 인생을 대부분을 보냈으며 유고슬라비아 축구 국가대표팀이 되어 1952년 하계 올림픽에 참가하여 은메달을 따기도 했다.

## 감독 우승 기록

#### ADO 덴하흐
- KNVB컵: 1974-75

#### 레알 마드리드
- 라리가: 1979-80
- 국왕컵: 1979-80
- 유로피언컵 준우승: 1991

#### 아스콜리
- 세리에 B : 1985-86

#### 삼프도리아
- 유로피언컵 위너스컵: 1989-90
- 세리에 A: 1991
- 코파 이탈리아: 1988; 1989
- 수페르코파 이탈리아나: 1991
- 유로피언컵 준우승 : 1991